# Trecut de ora 8
Trecut de ora 8 este un film musical românesc din 2021 regizat de Alex Pintică. Rolurile principale au fost interpretate de actorii Ionuț Grama, Andreea Șovan, Emil Măndănac și Ana Udroiu. Muzica a fost compusă de Simona Strungaru și interpretată de Bucharest Jazz Orchestra și versurile au fost scrise de Sever Andrei.

## Prezentare
Când inimile lor nu mai bat în același cuplu, Andrei și Roxana speră la altceva cu altcineva, așa că organizează o cină între prieteni, într-o seară, trecut de ora opt.

## Distribuție
Distribuția filmului este alcătuită din:
- Ionuț Grama
- Ana Udroiu
- Cezar Antal
- Andreea Șovan
- Emil Măndănac